# Brenderup A/S
Brenderup A/S er et dansk trailermærke, trailerimportør og -forhandler i Odense. Virksomheden varetager import og salg fra moderselskabet svenske Brenderup Group AB, der blev etableret som et spin off til Thule Group i 2014.
Brenderup-trailere stammer fra byen Brenderup på Fyn, hvor Brenderup Maskinfabrik påbegyndte en produktion af trailere til biler i 1955.

## Historie
Brenderup Smedje blev etableret i byen Brenderup i 1936. De første år producerede de maskindele af mærket Brenderup til jordbrugsmaskiner. I 1942 blev Brenderup Maskinfabrik etableret på samme lokalitet. De producerede fortsat maskindele til jordbrugsmaskiner og var nu begyndt også at producere vogne til landbruget. De første trailere til biler blev produceret i 1950'erne. Herefter skiftede produktionen gradvist fra landbrugsmaskiner til biltrailere og i 1977 skiftede de navn til Brenderup trailers.
I 2004 blev virksomheden overtaget af Thule Group. I 2014 blev der foretaget et spin-off og Brenderup A/S blev blev en del Brenderup Group.